# Oudega (Súdwest-Fryslân)
Oudega (Fries: Aldegea) is een dorp in de gemeente Súdwest-Fryslân, in de Nederlandse provincie Friesland. Oudega ligt tussen Workum en IJlst, aan de Oudegaasterbrekken. Het dorp trekt door zijn ligging veel watersporters. In 2023 telde het dorp 750 inwoners. De voormalige buurtschap De Band ligt in het postcodegebied van Oudega.
Om het onderscheid aan te geven met andere Friese plaatsen met de naam Oudega (in De Friese Meren en Smallingerland) wordt dikwijls gesproken van Oudega (SWF), of voorheen Oudega (W) naar de voormalige gemeente Wymbritseradeel, waar het dorp tot 2011 bij hoorde.

## Geschiedenis
Het dorp is in de Middeleeuwen ontstaan langs de sloot die vanaf Oudegaasterbrekken naar de Schuttelpoel liep. In de 19e eeuw groeide Oudega uit tot een komdorp aan de oever van de Oudegaasterbrekken.
Oudega werd in 1132 vermeld als Aldekerke en later als Aldakerke. In de 14e eeuw werd het dorp genoemd als uoldegae, Oldega, Oldenkerc en in 1505 als Oldegae. Oorspronkelijk wees de plaatsnaam op de ligging bij een oude kerk was gelegen. Later is kerk vervangen door dorp (ga).

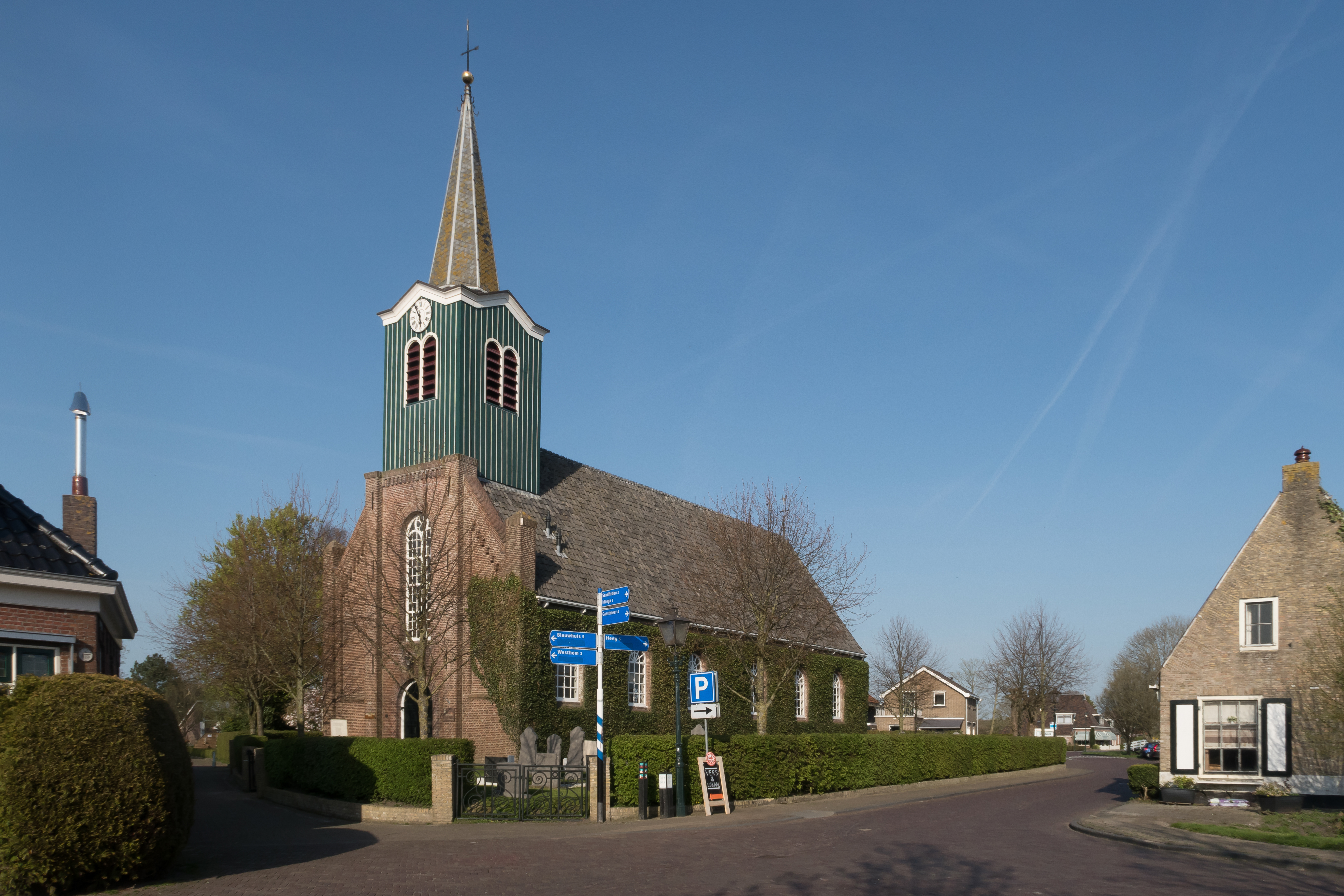
De Ankertsjerke

## Kerk
De hervormde kerk van het dorp, die de Ankertsjerke wordt genoemd, is een zaalkerk uit 1755. De ingebouwde zadeldaktoren van de kerk is echter uit de middeleeuwen. In 1869 werd de kerk verbouwd en in 1956 en 2014 grondig gerestaureerd.

## Molen

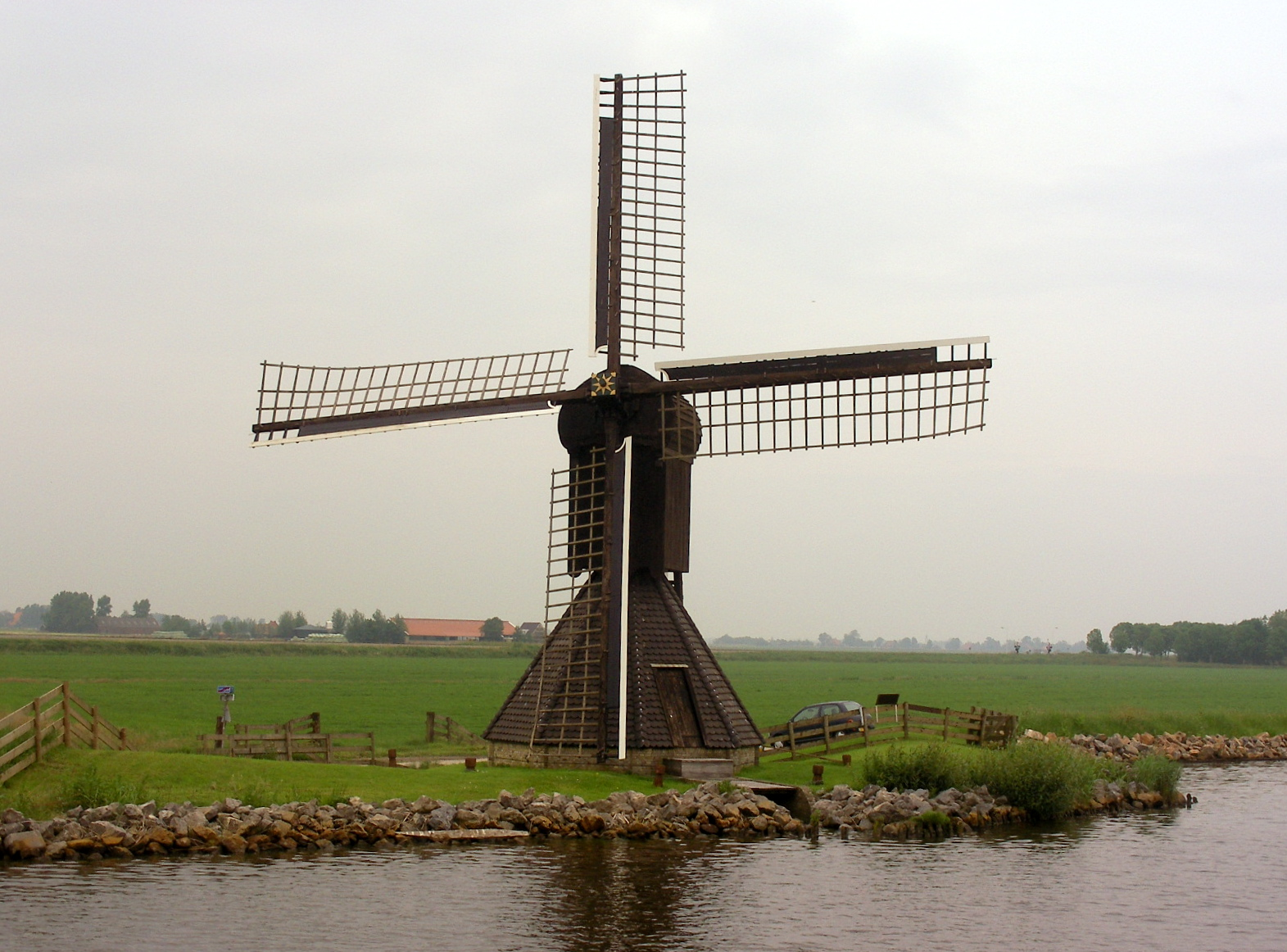
Doris Mooltsje

Het Doris Mooltsje is de grootste spinnenkopmolen van Nederland. De molen dateert uit het einde van de 18e eeuw en staat ten noordwesten van Oudega aan het Brekkenpaad bij de Oudegaasterbrekken.

## Treinstation
Van 1883 tot en met 1938 had het dorp een stopplaats (station Oudega) aan de spoorlijn tussen Leeuwarden en Sneek. In 1973 is het stationsgebouw afgebroken.

## Sport

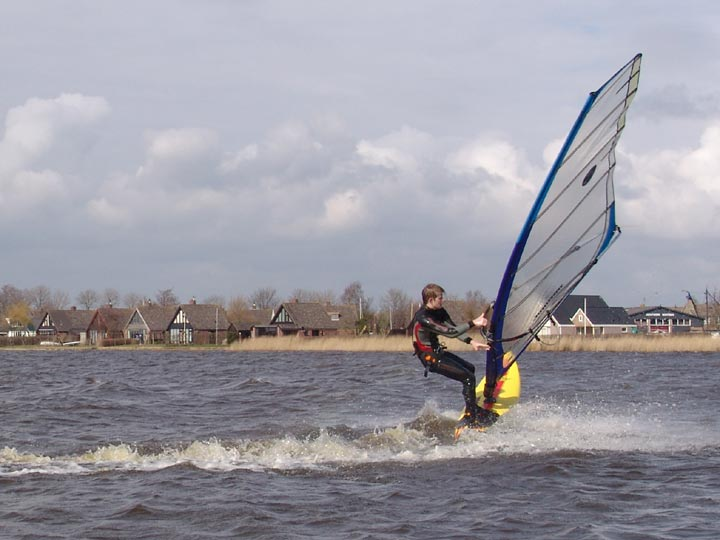
Windsurfer op de Oudegaasterbrekken

Oudega heeft een roeivereniging, De Skomskowers geheten, een voetbalvereniging VV Oudega, een tafeltennisvereniging ODI, een volleybalvereniging VLO en een paardensportvereniging PC & LR Lyts Begjin. Daarnaast zijn er een aantal havens en watersportbedrijven aan de oever van de Oudegaasterbrekken.

## Cultuur
Het dorp heeft een dorpshuis, het multifunctioneel centrum It Joo. Verder is er een muziekvereniging Eendracht Maakt Macht, een toneelvereniging Sin en Wille, een zangvereniging Sjongersnocht en een dorpskrant, de Nijsljochter.

## Onderwijs
Het dorp heeft een basisschool, CBS Klaver Fjouwer. 

## Geboren in Oudega
- Johannes Rypma (1992), zanger en model

## Openbaar vervoer
- Lijn 46: Sneek - Jutrijp - Hommerts - Osingahuizen - Heeg - Lytshuizen - Oudega